# Хмелёвка (Томская область)
Хмелёвка — село в Кожевниковском районе Томской области. Входит в состав Староювалинского сельского поселения. 

## География
Село расположено на западе Кожевниковского района, недалеко от границы с Новосибирской областью. Рядом с селом протекает река Бакса. Расстояние до административного центра района — 56 километров.

## История
Основана в 1899 году. В 1926 году деревня Хмелёвка состояла из 133 хозяйств, основное население составляли белорусы. Деревня являлась административным центром Хмелёвского сельсовета Богородского района Томского округа Сибирского края.

## Население
| 2002 | 2010 | 2012 | 2013 | 2014 | 2015 | 2021 |
| ---- | ---- | ---- | ---- | ---- | ---- | ---- |
| 443  | ↘405 | ↘400 | ↘382 | ↗395 | ↘390 | ↘371 |

## Социальная сфера и экономика
В селе есть основная общеобразовательная школа и библиотека. Работает фельдшерско-акушерский пункт.
Торговую деятельность осуществляет один магазин. Основу местной экономики составляет сельское хозяйство; крупнейшим предприятием здесь является КП «Хмелёвское».